# Humuani Alaga
Humuani Amoke Alaga, souvent appelée Mama Humuani Alaga, née à Ibadan vers 1900, morte à Ibadan le 29 janvier 1993, est une femme d'affaires, une syndicaliste et une féministe nigériane, militante pour les droits des marchandes et des femmes musulmanes, puis dans d'autres organisations avant de devenir en 1961 présidente du National Council of Women's Societies (en) (NCWS).

## Biographie
Elle est née entre 1897 et 1903, quatrième enfant de parents musulmans, marchands de perles et de tissus d'Ibadan. Elle reçoit de ses parents une éducation musulmane et les accompagne dans leurs déplacements commerciaux au sein du peuple yoruba. Dès l’âge de 15 ans, elle tient la comptabilité de l'entreprise de sa mère et en 1925 commence à vendre des tissus sur le marché. En 1928, elle ouvre son propre magasin dans la Lebanon Street, première femme à posséder un magasin dans cette rue,,.
A la même période, elle se marie. En 1934, elle devient la Présidente d'un groupe de négociantes en tissu du marché de Gbagi, à Ibadan. En 1938, elle proteste au nom de ce groupe auprès de l'union syndicale Women Cotton Trade Union, au sujet des pratiques commerciales de vendeurs  libanais, qui achètent en gros auprès des femmes du marché pour casser ensuite les prix dans la revente au détail à des prix inférieurs. Elle obtient gain de cause. À partir de 1953, elle fait partie de la section féminine d'un parti nigérian, l'Action Group (en). En 1958, après s'être vu refuser l'entrée pour sa fille dans une école chrétienne, elle fonde, avec onze autres femmes, une société qui prend le nom d’Isabatudeen Society (IS). Au cœur de leur programme, figure le projet de créer une école secondaire pour filles. Elle réunit les fonds grâce à une collecte de dons et fait pression sur les autorités pour débloquer les autorisations requises, obtenant notamment l'appui d'un homme politique nigérian, Samuel Akintola (en). L’école, la Isabatudeen Girls Grammar School, ouvre le 24 janvier 1964, avec soixante-six écolières inscrites, musulmanes et non musulmanes. C'est le premier établissement d'éducation secondaire pour filles d'Ibadan,,. L'Isabatudeen Society devient une association des femmes musulmanes, pour agir sur les problèmes qui les affectent, elles et leurs enfants.
En 1961, elle prend la présidence d'une autre association, la National Council of Women's Societies (en), créée en 1958. Elle en devient ainsi la première et la seule présidente à n’avoir pas reçu d’éducation occidentale et à ne pas parler anglais.
En avril 1978, elle mène encore, malgré son âge, une délégation de marchandes qui se mobilise pour obtenir du  gouvernement de l'État d’Oyo la libération d’étudiants arrêtés lors d’une manifestation contre l’augmentation de leurs droits d’inscription. 
Elle meurt à Ibadan en 1993.